# Hyla savignyi
Hyla savignyi är en groda från Mellanöstern som tillhör släktet Hyla och familjen lövgrodor. Den är nära släkt med den europeiska lövgrodan och ansågs tidigare vara en underart av den.

## Utseende
Arten är mycket lik den vanliga lövgrodan, men är ljusare på ovansidan än denna, mera gulgrön än gräsgrön. Vidare är det mörka sidobandet fragmenterat, så att det mera bildar en sträng av fläckar. Den är även mindre, mellan 3 och 4,7 cm lång. Som hos släktingen är undersidan vitaktig.

## Utbredning
Arten finns i stora delar av Medelhavsområdet och Mellanöstern som Cypern, sydöstra Turkiet, södra Saudiarabien, norra Jemen, västra och norra Syrien, norra och centrala Israel, Palestina, Libanon, Iran, norra Irak, Azerbajdzjan (Talışbergen), Armenien, sydligaste Georgien och relativt nya fynd (från 1990-talet) från Egypten (nordöstra Sinaihalvön).

## Vanor
Förutom under parningstiden är grodan kvälls- och nattaktiv. Under dagen håller den sig i stillhet. Arten är troligen en av de mest värmetåliga lövgrodorna. Den kan förekomma långt ifrån vatten, i öknar, ökenliknande områden och stäpplandskap. Emellertid kan den även återfinnas i områden som glesa ek- och eneskogar, buskage, skogsbryn, trädgårdar, oaser samt marker nära vattensamlingar, gärna täckta av oleander och vass. Höjdmässigt förekommer den från 400 m under havets nivå till 1 800 m över havet.
I de norra delarna av utbredningsområdet går den i vinterdvala från oktober – början av november till mars – april. Längre söderut är vinterdvalan kortare eller saknas helt. Djuren tillbringar den på land, ofta nergrävda under jorden.

### Föda
Arten livnär sig framför allt på insekter, speciellt skalbaggar, fullbildade tvåvingar, steklar, skinnbaggar samt nätvingar. Den tar även mollusker och spindeldjur. Ynglen är allätare.

### Fortplantning
Fortplantningen sker i mindre, stillastående vattensamlingar, dräneringskanaler och långsamma bäckar med tät ört- och buskväxtlighet. Hanens läte påminner om en spelande cikada. Efter parningen lägger honan mellöan 200 och 1 000 ägg i ett mindre antal klumpar.

## Status
Hyla savignyi klassificeras som livskraftig ("LC") av IUCN, och populationen är stabil. Lokalt kan den dock hotas av torka, vattenregleringar, kraftigt bete, på Arabiska halvön och i Syrien, vattenföroreningar samt, i Israel, förlust av lämpliga yngelplatser.